# Maradona en México
Maradona en México es una serie de televisión web documental de 2019 dirigida por Angus Macqueen y protagonizada por el exfutbolista argentino Diego Armando Maradona, Gilli Messer y Jarrod Pistilli. Se estrenó el 13 de noviembre en Netflix.
El documental, ambientada en la ciudad de Culiacán, gira en torno a la etapa de Diego Maradona como entrenador del club Dorados de Sinaloa de la Liga de Ascenso de México.

## Reparto
- Diego Armando Maradona
- Gilli Messer
- Jarrod Pistilli